# Hermann Huppen
Hermann Huppen, belgijski risar in tesktopisec stripov,  * 17. julij 1938, Malmedy, Belgija.
Najbolj je zaslovel s stripom Jeremiah, ki spada na področje post-apokaliptične znanstvene fantastike in na podlagi katerega je bila posneta tudi televizijska nadaljevanka.

## Življenje
Hermann Huppen se je rodil leta 1938 v Bévercéju (sedaj del Malmedyja) v provinci Liège. Šolal se je za pohištvenega mizarja, nato je delal kot arhitekt za notranjo opremo, leta 1964 pa v belgijski reviji Spirou objavil svoj prvi strip. Ko je stripar Michel Régnier – Greg opazil njegovo nadarjenost, mu je ponudil delo v njegovem studiu. Leta 1966 je Hermann pričel ilustrirati strip  Bernard Prince, za katerega je Greg pisal besedila, objavljen pa je bil v stripovski reviji Tintin. Leta 1969 je v sodelovanju z Gregom pričel ustvarjati stripovski western Comanche. Ta serial se časovno ujema z začetkom izdajanja drugih stripovskih westernov kot je bil npr. tudi Poročnik Blueberry. 
Leta 1977 je Hermann pričel ustvarjati lastne stripovske zgodbe in sicer najprej s stripi o Jeremiahu, ki ga ustvarja še danes. V tem obdobju je za Spirou po navdihu Malega Nema v Slumberlandu (otroški strip iz začetka 20. stoletja) ustvaril tudi tri albume z naslovom Nick. Leta 1983 je pričenjal ustvarjati nov stripovski serial Stolpi  Bois-Mauryja, ki je postavljen v srednjeveško okolje 12. stoletja in v katerem je v primerjavi z ostalimi Hermannovimi stripi manj poudarka na akciji. 
Hermann je ustvaril tudi več neserijskih stripov (grafičnih novel), včasih v sodelovanju z njegovim sinom Yves H. Eno od teh del, Lune de Guerre, po zgodbi Jean Van Hammeja, je kasneje doživelo tudi filmsko uprizoritev kot The Wedding Party Dominique Deruddereja.
Značilnosti Hermannovega ustvarjanja so realistični stil in pripoved, ki hkrati vsebuje mračnost in jezo, in v kateri je mogoče čutiti razočaranje nad človeških značajem na splošno, pa tudi nad sedanjo družbo posebej. Glede ostalega so Hermannova stripovska dela postavljena v zelo različna okolja- če se omejimo le na seriale, potem le-ti namreč obravnavajo rimsko obdobje (Jugurtha), western (Comanche) post-apokaliptično znanstveno fantastiko (Jeremiah) in srednjeveško obdobje (Stolpi Bois- Mauryja).

## Izbrana bibliografija
Veičina njegovih stripov je bila objavljenih v francoščini in holandščini, prevodi  v ostale jezike so navedeni tudi v opombah.
| Serije                                        | Leta      | Število izdaj | Napisal               | Izdajatelj                                  | opombe |
| --------------------------------------------- | --------- | ------------- | --------------------- | ------------------------------------------- | --- |
| Bernard Prince                                | 1969–1980 | 14            | Michel Régnier (Greg) | Le Lombard in Dargaud                       | Prevedeno v nemščino; Prevedeno v danščino. Prevedeno v srbščino in švedščino. |
| Comanche                                      | 1972–1983 | 10            | Michel Régnier (Greg) | Le Lombard and Dargaud                      | z ustvarjanjem je pri več zgodbah delo nadaljeval Rouge. ; prevedeno v srbščino |
| Jugurtha                                      | 1975–1977 | 2             | Vernal                | RTP, Le Lombard in Dargaud                  | |
| Jeremiah                                      | 1979-     | 33            | Hermann               | Fleurus, Edi-3, Novedi, Hachette, in Dupuis | Prevedeno v srbščino; prevedeno v angleščino. Marca 2012 je prišlo do začetka izdajanja zbornikov, ki vsebujejo po tri epizode. Zborniki so doživeli prevode v angleščino, nemščino, italijanščino, hrvaščino, srbščino in slovenščino. |
| Alerte aux pirates                            | 1980      | 1             | Yves Duval in Step    | Bédéscope                                   | |
| Les Dalton                                    | 1980      | 1             | Yves Duval            | Bédéscope                                   | |
| Hey, Nick! Are you dreaming                   | 1981–1983 | 3             | Morphée               | Dupuis                                      | prevedeno v angleščino (SAF Comics, 2003) |
| Les Tours de Bois-Maury (Stolpi Bois-Mauryja) | 1984–2006 | 14            | Hermann               | Glénat                                      | Zgodbo za epizodo 12 je napisal njegov sin Yves H. Prevedeno v danščino, prevedeno v angleščino. Epizodi 1 in 14 sta prevedeni v srbo-hrvaščino. Zgodbo za epizodo 13 je prav tako napisal Yves H.                                      |
| Abominations                                  | 1988      | 1             | Hermann               | Glénat                                      | objavljeno v angleščini leta 1990. |
| Missié Vandisandi                             | 1991      | 1             | Hermann               | Dupuis                                      | |
| Sarajevo Tango                                | 1995      | 1             | Hermann               | Dupuis                                      | Prva Hermannova stripovska knjiga, narejena v barvah. |
| Le secret des hommes-chiens                   | 1995      | 1             | Yves Huppen           | Dupuis                                      | Prvo sodelovanje s sinom Yvesom H. |
| Caatinga                                      | 1997      | 1             | Hermann               | Le Lombard                                  | |
| Wild bill is Dead                             | 1999      | 1             | Hermann               | Dupuis                                      | Prevedeno v angleščino |
| Liens de sang                                 | 2000      | 1             | Yves H.               | Le Lombard                                  | Objavljeno v angleščini. |
| Lune de guerre                                | 2000      | 1             | Jean Van Hamme        | Dupuis                                      | |
| Manhattan Beach 1957                          | 2002      | 1             | Yves H.               | Le Lombard                                  | Prevedeno v angleščino. |
| Zhong Guo                                     | 2003      | 1             | Yves H.               | Dupuis                                      | |
| The girl from Ipanema                         | 2005      | 1             | Yves H.               | Le Lombard                                  | Prevedeno v danščino |
| Sur les traces de Dracula : Vlad l'empaleur   | 2006      | 1             | Yves H.               | Casterman                                   | Prevedeno v danščino. Prevedeno v srbščino. |
| La vie exagérée de l'Homme Nylon              | 2007      | 1             | Hans-Michael Kirstein | Le Lombard                                  | |
| Afrika                                        | 2007      | 1             | Hermann               | Le Lombard                                  | Prevedeno v danščino. |
| Le diable des sept mers                       | 2008–2009 | 2             | Yves H.               | Dupuis                                      | |
| Une nuit de pleine lune                       | 2011      | 1             | Yves H.               | Glénat                                      | - |

## Nagrade in dosežki
- 1973: Prix Saint-Michel, Belgija
- 1980: Prix Saint-Michel
- 1992: Best Long Comic Strip pri Haxtur Awards, Španija

- nominiran za najboljšo risbo  pri Best Drawing, Haxtur Awards
- 1999: nominiran  najboljšo risbo  in najboljšo naslovnico pri Best Drawing, Haxtur Awards
- 2001: Best Drawing pri Haxtur Awards

- nominiran za najboljši kratki zabavni strip in za najboljše besedilo pri Haxtur Awards
- 2002: Grand Prix Saint-Michel

- nominiran za  najboljši kratki zabavni strip in za najboljše besedilo pri Haxtur Awards
- 2003: nominiran za  Angoulême International Comics Festival Prize Awarded by the Audience in  za Angoulême International Comics Festival Prize for Artwork pri Angoulême International Comics Festival, Francija
- 2005: nominiran za Audience Award pri Angoulême International Comics Festival
- 2006: nominiran za najboljši zabavni strip pri Prix Saint-Michel
- 2010: nominiran za najboljše delo pri Prix Saint-Michel[9]